# Àngel Castanyer i Rausell
Àngel Castanyer i Rausell (Foios, Horta Nord, 1937 – Barcelona, 2019). Va ser responsable de finances de la Generalitat de Catalunya a l’exili i va formar part del reduït grup que acompanya el president Josep Tarradellas en el seu retorn de l’exili, l’octubre de 1977.
Fill del poeta Angelí Castanyer i Fons, i de Clara Rausell, a nou anys va passar clandestinament a peu els Pirineus amb sa mare per retrobar-se amb son pare, que s’havia exiliat el 1939.
Des de molt jove freqüenta la Casa Regional Valenciana a París fundada per son pare i a partir de 1959 el Casal de Catalunya. Allí va conèixer Romà Planas i Miró, a qui l’unirà una gran amistat i una trajectòria política en comú de tota una vida. Ells dos, amb altres joves catalans, funden la Joventut del Casal i creen el seu òrgan de difusió, la revista Foc Nou. El 1965 organitzen els Jocs Florals de la Llengua Catalana a París i a partir de 1967, instauren la Festa del Llibre Català a París. Va ser responsable, amb Romà Planas, de la producció editorial i la distribució des de Paris de les Edicions Catalanes de París.
Àngel Castanyer va contar la seua història en el llibre Els valors dels vençuts: de Foios a París passant per Barcelona.